# لیزا اس
لیزا اس (انگلیسی: Lisa S.؛ زادهٔ ۲۶ مهٔ ۱۹۷۸) یک هنرپیشه اهل ایالات متحده آمریکا است.